# Fahéjaldehid
A fahéjaldehid (gyakori formájában: transz-fahéjaldehid)  a fahéj fő aldehid alkotórésze. A fahéjaldehid a természetben a ceyloni fahéjfa és más Cinnamomum fajok, mint a kámfor és a kasszia kérgében fordul elő. Ezek a fák a fahéj természetes forrásai és illóolajaikat 90%-ban fahéjaldehid alkotja.
A természetben a fahéjaldehidnek csak a transz izomerje fordul elő. A transz-fahéjaldehidben az aromás gyűrű és a formilcsoport a telítetlen kötés átellenes oldalán található.
Sárga, olajszerű, fahéjillatú folyadék. Vízben rosszul oldódik, éterrel korlátlanul elegyedik. A fahéjaldehid enyhe oxidációjakor fahéjsav keletkezik. Erélyes oxidációja során benzoesav képződik. A fahéjsav telítetlen kötése reakcióképes. A fahéjaldehid formilcsoportjának redukciójakor fahéjalkohol képződik.
{\displaystyle \mathrm {C_{6}H_{5}\!-\!CH\!=\!CH\!-\!CHO+2\ H\rightarrow C_{6}H_{5}\!-\!CH\!=\!CH\!-\!CH_{2}OH} }